# Suturoglypta blignautae
Suturoglypta blignautae is een slakkensoort uit de familie van de Columbellidae. De wetenschappelijke naam van de soort is voor het eerst geldig gepubliceerd in 1998 door Kilburn.